# Krvavi Potok
Krvavi Potok este o localitate din comuna Hrpelje-Kozina, Slovenia, cu o populație de 73 de locuitori.